# 桑给巴尔独立运动
桑给巴尔独立是桑给巴尔的一些政党、倡议团体和个人的政治诉求，他们希望将桑给巴尔——坦桑尼亚境内的一个自治区——建设成为一个独立的主权国家。